# Caval Drossa
Caval Drossa är en bergstopp i Schweiz.   Den ligger i distriktet Lugano och kantonen Ticino, i den sydöstra delen av landet, 150 km sydost om huvudstaden Bern. Toppen på Caval Drossa är 1 632 meter över havet, eller 100 meter över den omgivande terrängen. Bredden vid basen är 0,80 km.
Terrängen runt Caval Drossa är huvudsakligen bergig. Runt Caval Drossa är det ganska glesbefolkat, med 42 invånare per kvadratkilometer.. Närmaste större samhälle är Lugano, 10,5 km söder om Caval Drossa. 
I omgivningarna runt Caval Drossa växer i huvudsak blandskog.